# Axilda (Meangos)
Axilda o Agilda (llamada oficialmente A Axilda) es una aldea española situada en la parroquia de Meangos, del municipio de Abegondo, en la provincia de La Coruña, Galicia.

## Demografía
| Gráfica de evolución demográfica de Axilda entre 1999 y 2022 |
|                                                              |
| Datos según el nomenclátor publicado por el INE.             |